# Jean-Pierre Bansard
Pour les articles homonymes, voir Bansard.
Jean-Pierre Bansard, né Bensaïd le 15 mai 1940 à Oran (Algérie française) et mort le 16 août 2024 à Neuilly-sur-Seine, est un chef d’entreprise et homme politique français.
Il est le fondateur et dirigeant du groupe immobilier et hôtelier Cible et propriétaire de la marque Solex. Sa fortune est estimée à 900 millions d'euros en 2023.
À l’origine de l’Alliance solidaire des Français de l'étranger (ASFE) en 2009, membre de l'Assemblée des Français de l'étranger de 2010 à 2014, il est élu sénateur représentant les Français établis hors de France aux élections sénatoriales de 2017. Son élection cependant est invalidée en 2018 par le Conseil constitutionnel en raison d'irrégularités dans ses comptes de campagne.
Il est réélu sénateur des Français établis hors de France à l’occasion des élections sénatoriales de 2021, siégeant à nouveau comme rattaché au groupe LR.

## Biographie

### Origines et formation
Issu d’une famille de Pieds-Noirs d’Algérie, Jean-Pierre Bansard arrive en France avec sa famille en 1962, à l’âge de 22 ans. Autodidacte, il acquiert une qualification de transitaire en douanes. Il est autorisé à changer de nom de Bensaïd en Bansard par un décret publié au Journal officiel du 19 septembre 1978.

### Carrière professionnelle
Arrivé à Paris, il crée la société de transit Bansard International sur le site de l'aéroport de Paris-Orly, alors seule plateforme aéroportuaire de la région.
Ses activités de transitaire l’amènent à se familiariser avec les diverses procédures parabancaires. Il crée en 1980 la société de caution Laficau (La financière de caution), agréée par la Banque de France.
À la suite du déplacement des Halles de Paris à Rungis, Jean-Pierre Bansard est sollicité par de nombreux importateurs/exportateurs qui souhaitent trouver des entrepôts destinés au stockage de marchandises. Pour répondre à ces demandes, il achète des terrains sur le site de Rungis et y édifie ses premiers entrepôts.
En 1984, sa rencontre avec Christian Liagre, initiateur en France des magasins d’usines, l’amène à introduire en France le concept de solderies d'usines en créant 11 Usines Center, chaîne de centres commerciaux spécialisés dans la vente de surplus de stocks.
En 1985, il crée le groupe immobilier Compagnie Internationale Bansard Liagre Entreprises (CIBLE) et nomme Évelyne Renaud en qualité de président directeur général avec laquelle il va progressivement investir tous les secteurs de l'immobilier puis de l'hôtellerie. En 1986, il rachète le restaurant Drouant et l’immeuble qui l’abrite. Il rénove l'ensemble pour sauvegarder le siège de l'Académie Goncourt.
En 1989, il acquiert les deux « marchés » les plus emblématiques des Puces de Saint-Ouen : le marché Paul-Bert et le marché Serpette, qui totalisent 420 stands et couvrent l'ensemble des spécialités du marché de l'antiquité. Entièrement rénovés, remis aux normes et loués de façon sélective à des antiquaires, ces deux marchés sont revendus par le groupe en 2000.

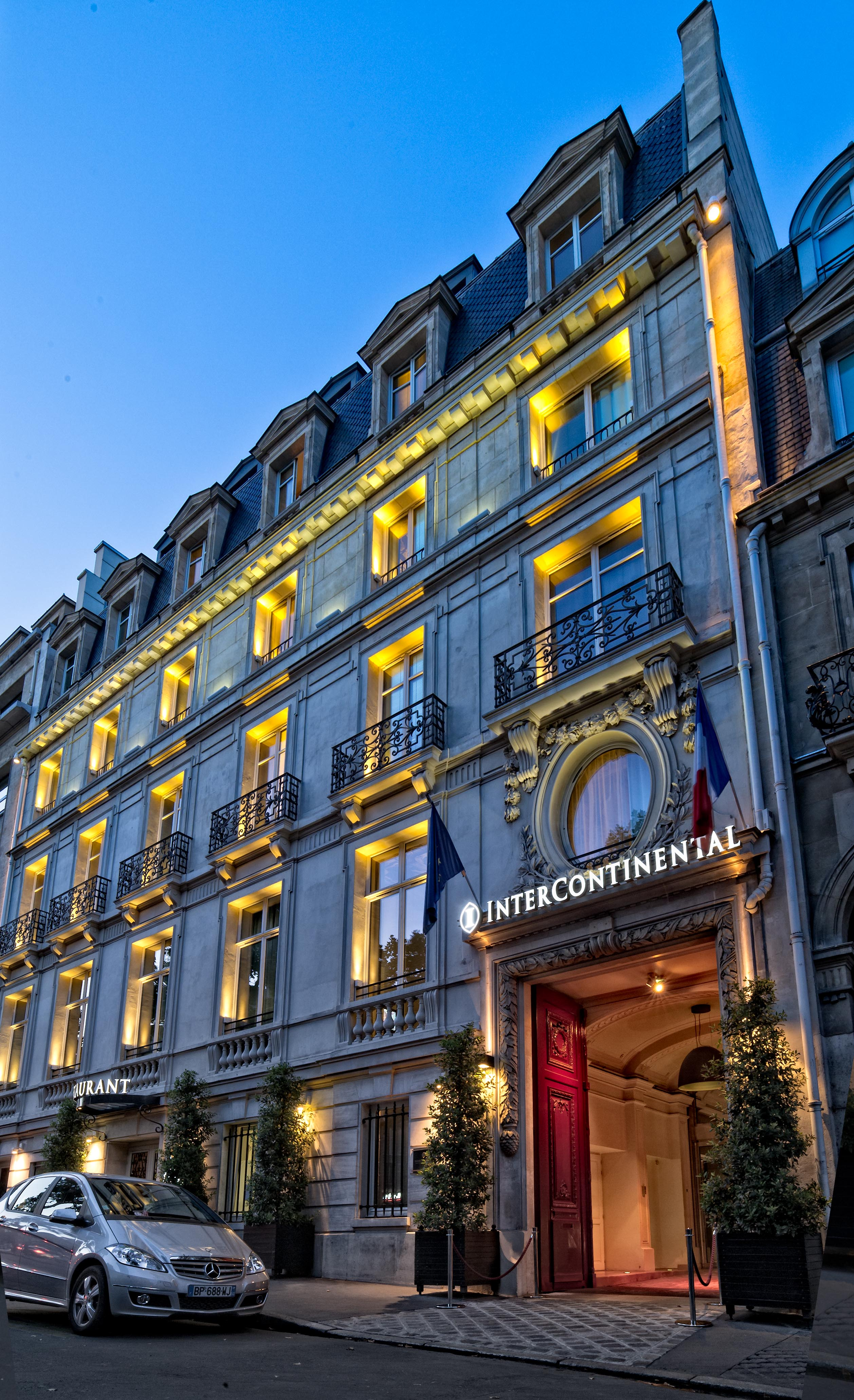
Façade de l'InterContinental Paris-Marceau, situé au 64, avenue Marceau.

Au début des années 2000, le groupe Cible s’intéresse au marché hôtelier parisien. Jean-Pierre Bansard crée des boutiques-hôtel et des établissements de prestige, tels que l’hôtel InterContinental de l’avenue Marceau, Le Placide à Saint-Germain-des-Près ou Le Colette à Cannes.
En 2004, Jean-Pierre Bansard rachète les marques du groupe Solex, notamment le VéloSoleX à Magnetti Marelli, filiale de Fiat. Dessiné par Pininfarina et converti à l'électrique, le e-Solex voit le jour en 2007. Ce cyclomoteur désormais électrique se veut à la fois écologique, économique et sympathique. Dès 2010, la gamme s'élargit avec la conception et la mise sur le marché de vélos pliants à assistance électrique. Une nouvelle histoire est donc en train d'être créée pour le célèbre vélo à moteur.
Issu de la communauté juive d’Algérie, Jean-Pierre Bansard s’est investi dans les activités communautaires. Il a rédigé un essai intitulé Un judaïsme aux couleurs de la République. Il a été porté à la tête du Consistoire régional de Champagne-Ardenne en 1991, puis en 1992, à la tête du Consistoire central, Union des communautés juives de France.
Après 2016, Jean-Pierre Bansard réoriente les activités de son groupe autour de l'hôtellerie haut de gamme pour devenir un groupe notoire sur ce segment. Il possède déjà une dizaine hôtels dont l’InterContinental Paris-Marceau 5*, situé Avenue Marceau.
Il est classé 230e fortune de France par le magazine Challenges en 2016. Il grimpe à la 147e place en 2023, avec une fortune estimée à 900 millions d'euros.

### Parcours politique
Lors des élections législatives de 1988, Jean-Pierre Bansard se présente comme candidat « majorité présidentielle » à Saint-Pierre-et-Miquelon à l'invitation du sénateur-maire Albert Pen. Il annonce son retrait du scrutin mais obtient néanmoins une voix.
En 2009, il crée l’Alliance solidaire des Français de l'étranger (ASFE). Ce parti politique a pour but de fédérer les associations qui regroupent les Français hors des frontières. En 2010, le ministre des Affaires étrangères, Bernard Kouchner, le désigne membre de l’Assemblée des Français de l'étranger (AFE) au titre des « personnalités qualifiées ».
Jean-Pierre Bansard se présente aux élections sénatoriales de 2011, mais est battu. En 2014, il se représente et manque d’être élu à une voix près.
En 2016, Jean-Pierre Bansard lance le site French Planète, dont l’objectif est de rassembler des informations à destination des expatriés français, pays par pays, et fédérer une communauté,.
Toujours avec l’Alliance solidaire des Français de l’étranger, Jean-Pierre Bansard se présente aux élections sénatoriales de 2017 (série 1), à la tête d'une liste classée divers droite mais qu’il présente comme apolitique. Sa liste obtient deux sièges : lui-même et Évelyne Renaud-Garabedian. Il siège au Sénat en tant que rattaché au groupe Les Républicains (LR).
Le 27 juillet 2018, son élection en tant que sénateur est invalidée après la saisine du Conseil constitutionnel par un conseiller consulaire. D’après le plaignant, l’homme d’affaires aurait « acheté » sa fonction de sénateur en mettant en place « un système frauduleux d’achats de voix à grande échelle ». Jean-Pierre Bansard est condamné à un an d’inéligibilité par le Conseil constitutionnel en raison d'une irrégularité dans ses comptes de campagne, qui avaient été validés par la Commission nationale des comptes de campagne et des financements politiques,,. Cette décision est contestée par l'intéressé mais aucun appel n'est possible. Damien Regnard, troisième sur sa liste, lui succède.
Aux élections sénatoriales de 2021 (série 2), il est réélu sénateur. Comme Évelyne Renaud-Garabedian et Damien Regnard (tous deux également ASFE), il est à nouveau rattaché au groupe LR.
Il soutient Bruno Retailleau lors de sa campagne pour la présidence LR en 2022.

### Affaire judiciaire
Une enquête préliminaire est ouverte en septembre 2023, notamment pour « corruption » et « trafic d’influence ». Cette enquête porte sur l’octroi de décorations (Légion d’Honneur, Ordre national du Mérite) à nombre de ses proches, le tout avec le possible appui du général Benoît Puga alors grand chancelier de la Légion d’honneur. Cette enquête préliminaire a été ouverte par le Parquet national financier (PNF) et confiée à l’Office anticorruption (Oclciff),,,.

## Distinctions
- Grand officier de la Légion d'honneur (2015)[34]
- Chevalier de l'ordre national du Mérite
- Chevalier de l'ordre des Palmes académiques

## Publication
- Jean-Pierre Bansard, Un Judaïsme aux couleurs de la République, L'Archipel, 2004, 165 p. (ISBN 978-2841876167).